# Gemeine Schwimmkrabbe
Die Gemeine Schwimmkrabbe (Polybius holsatus, Synonym: Liocarcinus holsatus) ist eine Schwimmkrabbenart, die im Ärmelkanal, in der Nordsee und im Kattegat vorkommt.

## Merkmale
Der bräunlichgraue, grünmelierte Carapax (Rückenpanzer) der Gemeinen Schwimmkrabbe wird gewöhnlich 30 mm lang (bis 37 mm) und bis etwa 38 mm breit. Er ist in etwa fünfeckig, mit am Vorderrand an jeder Seite jeweils fünf Zähnen. Das erste der fünf Beinpaare bildet spitze Scherenfüße, das letzte, fünfte Beinpaar hat ein abgeflachtes und verbreitertes Endglied.

## Vorkommen
Die Gemeine Schwimmkrabbe lebt auf Sand-, Schill- und Felsböden in der Gezeitenzone und tiefer im Nordostatlantik, Ärmelkanal, in der Nordsee und im Kattegat. Die Art ist besonders an den Küsten der Niederlande und Belgiens häufig, wo sie in großen Mengen angespült werden kann.

## Lebensweise, Individualentwicklung
Mithilfe des letzten, zu Ruderfüßen umgewandelten Beinpaares kann die Gemeine Schwimmkrabbe aktiv schwimmen oder in der Wassersäule aufsteigen. Sie jagt nach Mollusken, Würmern, Garnelen und kleinen Fischen. Oft wird sie aber auch selbst zur Beute von Dorschen, Knurrhähnen oder Rochen.
Im Laufe ihrer Entwicklung durchläuft die Gemeine Schwimmkrabbe fünf freischwimmende Larvenstadien (Zoea I-V) und eine zum Boden übergehende Entwicklungsstufe (Megalopa), ehe sie sich zum eigentlichen Jungkrebs häutet.